# Emmanuel Dechartre
 (mai 2021).
Si vous disposez d'ouvrages ou d'articles de référence ou si vous connaissez des sites web de qualité traitant du thème abordé ici, merci de compléter l'article en donnant les références utiles à sa vérifiabilité et en les liant à la section « Notes et références ».
Emmanuel Dechartre est un acteur et directeur de théâtre français né le 7 mars 1948 à Paris 14e. Il a dirigé le « Théâtre musique et danse dans la ville » de 1977 à 2011 et le théâtre 14 de 1991 à 2019.

## Biographie

### Jeunesse et études
Emmanuel Dechartre est le fils du résistant gaulliste de gauche et ancien ministre du Général de Gaulle  Philippe Dechartre et d'Éléonore Cramer, réalisatrice à la radio.
Il prépare le concours d'entrée au conservatoire au cours de Jean Périmony, il travaille avec Yves Gasc et au cours de Jean-Laurent Cochet. Il entre au Conservatoire national supérieur d'art dramatique au début des années 1970 dans la classe de Georges Chamarat et en parallèle au cours d'Andréas Voutsinás, il a pour camarades, Francis Huster, Jacques Weber, Gérard Caillaud, Francis Perrin, Isabelle Huppert, Sabine Azema, Jean-Luc Boutté, Jacques Spiesser. Il a eu pour professeur Georges Chamarat, Antoine Vitez et Louis Seigner.

### Carrière
Il fait sa première émission de radio à l'âge de huit ans, avec Pierre Larquey.
Il débute au théâtre au festival de Carthage en 1967 dans La Guerre de Troie n'aura pas lieu dans la mise en scène de Jean Serge et 1968 dans Lorenzaccio dans le rôle du jeune peintre Tebaldeo à la gaîté Lyrique dans une mise en scène de Marcelle Tassencourt. C'est le début d'une carrière où il incarnera de grands rôles du répertoire français et russe ainsi que d’auteurs contemporains parmi les plus importants : Jean Anouilh, Henry de Montherlant, Jean-Jacques Varoujean, Serge Rezvani, Victor Haïm, Jean-Marie Besset…

## Théâtre
- 1967 : La guerre de Troie n'aura pas lieu de Jean Giraudoux, mise en scène Jean Serge, au festival de Carthage
- 1967 : Pertharite, roi des Lombards de Pierre Corneille, mise en scène Jean Serge, au festival Corneille à Barentin
- 1968 : Sophonisbe de Pierre Corneille, mise en scène Jean Serge, au festival Corneille à Barentin
- 1969 : La Mort d'Hannibal de Thomas Corneille, mise en scène Jean Serge, au festival Corneille à Barentin
- 1970 : Richard II de William Shakespeare, Les Brigands de Goethe, La Tempête de  William Shakespeare, dans les grands festivals de France
- 1970 : Tebaldeo dans Lorenzaccio d'Alfred de Musset, mise en scène Marcelle Tassencourt
- 1970 : Le Songe d'une nuit d'été de William Shakespeare, mise en scène de Jean Perimony, au Théâtre des Variétés
- 1971: Le Testament du chien d'Ariano Suassuna, mise en scène Guy Lauzin
- 1971 : Cléante dans L'Avare, mise en scène Jacques Rosny
- 1972 : Cléante dans L'Avare, mise en scène Henri Doublier, au festival de Sarlat
- 1972 : Cléonte dans Le Bourgeois gentilhomme, mise en scène Marcelle Tassencourt, au théâtre de l'Athénée
- 1972 : La Ville dont le prince est un enfant, d'Henry Montherlant , mise en scène Jean Meyer
- 1972 : Le Rémora de Serge Rezvani, mise en scène Michel Berto
- 1973 : Chérubin dans Le Mariage de Figaro de Beaumarchais, mise en scène de Pierre Dux à la Comédie Française
- 1973 : Viendra t-il un autre été de Jean-Jacques Varoujean, mise en scène Jacques Spiesser
- 1974 : Le Cid de Pierre Corneille, mise en scène Jean Serge, festival de Barentin
- 1974 : Le mal court de Jacques Audiberti, mise en scène Jacques Rosny, tournée internationale, théâtre de l'Athénée
- 1974 : Chroniques martiennes de Ray Bradbury, adaptation Louis Pauwels, mise en scène Jean-Claude Amyl, Saint-Roch
- 1974 : La Célestine de Fernando de Rojas, mise en scène Marc Renaudin, théâtre de Saint-Maur
- 1975 : Andromaque de Jean Racine, mise en scène Yves Fabrice, théâtre d'Orléans
- 1976 : Les Femmes savantes de Molière, mise en scène Yves Fabrice, Théâtre d'Orléans
- 1977 : Les Derniers de Maxime Gorki, mise en scène  Pierre Peyrou, au théâtre Présent
- 1978 : Le Jeu de l'amour et du hasard de Marivaux, mise en scène Yves Fabrice, au Petit Palais
- 1979 : La Célestine de Fernando de Rojas, mise en scène de Jean-Claude Amyl
- 1981 : La Mouche verte de Daniel Depland, mise en scène Jean-Pierre Laruy, centre dramatique national du Limousin
- 1981 : L'Alouette de Jean Anouilh, le rôle de Charles VII, mise en scène  Mario Franceschi, au théâtre de la Madeleine
- 1982 : La Fleur au fusil de John Wilson, mise en scène François Maistre, théâtre de Boulogne Billancourt
- 1982 : Le mal court de Jacques Audiberti, mise en scène Georges Vitaly, théâtre du Tourtour
- 1982 : Hamlet de William Shakespeare, mise en scène Jean-Paul Zehnacker, Chapiteau porte de Champerret
- 1983 : Lorenzaccio d'Alfred de Musset, mise en scène de Mario Franceschi, au Petit Palais
- 1984 : Le Roi Lear de William Shakespeare, mis en scène Marcel Maréchal, au théâtre de la Criée et au théâtre de Paris
- 1985 : Lucrèce Borgia de Victor Hugo, mise en scène Robert Manuel, place des Vosges et croisière théâtrale
- 1986 : Soudain l'été dernier de Tennessee Williams, mise en scène Daniel Colas, théâtre de la Plaine
- 1986 : L'Idiot, d'après Fiodor Dostoïevski, mise en scène Jacques Mauclair, au théâtre Mouffetard
- 1987 : L'Idiot, d'après Fiodor Dostoïevski, mise en scène Jacques Mauclair, au théâtre Mathurins et une longue tournée
- 1987 : Ponce Pilate, procureur de Judée (rôle du Christ) de Jean-Marie Pélaprat , mise en scène Robert Manuel, croisière théâtrale
- 1988 : Britannicus de Jean Racine mise en scène Marcelle Tassencourt, au théâtre Montansier et Festival de Trianon
- 1988 : Le Prince de Hombourg d'Heinrich von Kleist, mise en scène Jacques Mauclair, théâtre Mouffetard
- 1990 : Chatterton dans Chatterton d'Alfred de Vigny, mise en scène Jacques Destoop, théâtre Mouffetard
- 1991 : Caligula d’Albert Camus, mise en scène Jacques Rosny
- 1993 : La Dame en noir de Susan Hill mise en scène Anne Revel-Bertrand, théâtre14
- 1993 : l'Aiglon dans L'Aiglon d'Edmond Rostand, mise en scène Jean Danet, Tréteaux de France
- 1994 : Journal d'un curé de campagne de Georges Bernanos, mise en scène Jean-Pierre Nortel, Centre Bernanos
- 1994 : Les Revenants d'Henrik Ibsen, mise en scène de Jean Bollery, théâtre14
- 1995 : Journal d'un curé de campagne de Bernanos, mise en scène Jean-Pierre Nortel, théâtre Poche Montparnasse
- 1996 : Conversation avec Cioran mise en scène Dominique Quéhec, Lucernaire
- 1996 : Raskolnikov dans Crime et Châtiment de Dostoïevski, mise en scène Jean-Claude Idée, Théâtre Mouffetard
- 1997 : Mort à la télé de Patrice Obert-Julion, mise en scène José Valverde, Théâtre Essaïon
- 1998 : Don Juan dans La Dernière Nuit de Don Juan d'Edmond Rostand, mise en scène Jean-Paul Tribout, théâtre 14
- 1999 : Outrage aux mœurs (rôle d'Oscar Wilde) d'après Moisés Kaufman, mise en scène Thierry Harcourt
- 1999 : l'Idiot dans L'Idiot d'après Fiodor Dostoïevski, mise en scène de Jacques Mauclair et Gérard Caillaud, théâtre de la Madeleine et théâtre 14
- 1999 : Britannicus de Jean Racine, mise en scène Jean-Luc Jeener, TNO
- 2000 : Polyeucte dans Polyeucte de Pierre Corneille, mise en scène Thierry Harcourt, théâtre Mouffetard
- 2001 : Polyeucte dans Polyeucte de Pierre Corneille, mise en scène Jean-Luc Jeener, TNO
- 2002 : Ivanov dans Ivanov d'Anton Tchekhov, mise en scène Jacques Rosner, Théâtre 14
- 2003 : Hamlet dans Hamlet de William Shakespeare, mise en scène Jean-Luc Jeener, TNO
- 2005 : Une chaîne anglaise d'Eugène Labiche, mise en scène Jean-Paul Tribout, Théâtre 14 et Théâtre Rive Gauche
- 2006 : Trois années d'Anton Tchekhov adaptation de Jean-Pierre Grenier, mise en scène Jean-Claude Idée, Petit Montparnasse
- 2007 : Nekrassov de Jean-Paul Sartre, mise en scène Jean-Paul Tribout, théâtre14
- 2008 : Nietzsche, Wagner et autres cruautés de Gilles Tourman, mise en scène Marc Lesage, Vingtième Théâtre
- 2008 : Richelieu dans La Journée des dupes de Jacques Rampal, mise en scène Yves Pignot, Théâtre 14
- 2009 : Oncle Vania (rôle d'Astrov) d’Anton Tchekhov, mise en scène Marcel Maréchal
- 2010 : Le Fantôme de l'Opéra de Gaston Leroux, mise en scène Henri Lazarini, Théâtre 14
- 2011 : Le Vicaire de Rolf Hochhuth, mise en scène Jean-Paul Tribout, Théâtre14
- 2011 : Le Capitaine Fracasse de Théophile Gautier, mise en scène Jean-Renaud Garcia, Théâtre14
- 2012 : Démocratie de Michael Frayn, mise en scène Jean-Claude Idée, Théâtre 14
- 2013 : Monsieur chasse ! de Georges Feydeau, mise en scène Jean-Paul Tribout, Paris et Atelier Théâtre Jean-Vilar de Louvain-la-Neuve
- 2014 : Montaigne dans Parce que c'était lui, de et mise en scène de Jean-Claude Idée, Petit Montparnasse, et Festival d'Avignon
- 2015 : le comte de Guiche dans Cyrano de Bergerac d'Edmond Rostand, mise en Henri Lazarini, Théâtre 14
- 2016 : Karénine dans Anna Karénina de Helen Edmundson d'après le roman de Léon Tolstoï, version française et mise en scène Cerise Guy, Théâtre 14
- 2017 : le duc Alfonse d’Este dans Lucrèce Borgia de Victor Hugo, mise en scène Henri Lazarini et Frédérique Lazarini, Théâtre 14
- 2017 : Harpagon dans L'Avare de Molière, mise en scène Frédérique Lazarini, Théâtre 14
- 2018 : Le Mémento de Jean Vilar, Adaptation, scénographie et mise en scène Jean-Claude Idée, Théâtre 14 et Festival d'Avignon
- 2021 : Élysée d'Hervé Bentégeat, mise en scène Jean-Claude Idée, Petit Montparnasse

Filmé pour la télévision
- 1970 : Les Caprices de Marianne d'Alfred de Musset, réalisation Georges Vitaly
- 1978 : Au théâtre ce soir : Le Locataire du troisième sur la cour de Jerome K. Jerome, mise en scène André Villiers, réalisation Pierre Sabbagh, Théâtre Marigny
- 1981 : Au théâtre ce soir : Alain, sa mère et sa maîtresse de Paul Armont & Marcel Gerbidon, mise en scène Jean Kerchbron, réalisation Pierre Sabbagh, Théâtre Marigny
- 1982 : Au théâtre ce soir : La Foire aux sentiments de Roger Ferdinand, mise en scène Jean Kerchbron, réalisation Pierre Sabbagh, Théâtre Marigny

## Filmographie
- Guy de Maupassant de Michel Drach : Marcel Proust
- Les Trottoirs de Saturne de Hugo Santiago
- Kœnigsmark de Jean Kerchbron
- Le Chevalier de Pardaillan de Josée Dayan
- Le Désert de l'amour de François Mauriac, réalisation Pierre Cardinal
- Alain, sa mère et sa maîtresse, mise en scène Jean Kerchbron
- Messieurs les galopins, réalisation de Pierre Cardinal
- Pouce pouce de Rodophe Deshayes
- Du côté de chez Swann (rôle de Marcel Proust) de Claude Santelli
- Le Locataire du troisième sur la cour de Jerome K. Jerome, mise en scène André Villiers
- Les Chroniques martiennes de Louis Pauwels
- Tango de Mrozek, réalisation Jean Kerchbron
- Le mal court de Jacques Audiberti
- La Foire au sentiments de Jean Kerchbron
- Hamlet de William Shakespeare de Jean-Luc Jeener, télé direct 8
- Les Caprices de Marianne d'Alfred de Musset, réalisation Georges Vitaly

## Radio
- Il a interprété plus d'une centaine de dramatiques pour la radio avec Éléonore Cramer, Jean-Jacques Vierne, Peyrou, Evelyne Frémy[réf. nécessaire].

## Distinctions
- Chevalier de l'ordre national du Mérite
- Officier de l'ordre des Arts et des Lettres